# Могилевский, Евгений Гедеонович
Евге́ний Гедео́нович Могиле́вский (при рождении Лейзеро́вич; 16 сентября 1945, Одесса — 30 января 2023) — советский и бельгийский пианист и музыкальный педагог. 

## Биография
Сын и ученик музыкального педагога Серафимы Могилевской; отец — пианист Гедеон Израилевич Лейзерович (1910—1977), профессор Одесской консерватории.
Окончив музыкальную школу П. С. Столярского по классу своей матери, Могилевский поступил в Московскую консерваторию, где учился у Г. Г. Нейгауза и Я. И. Зака, и почти сразу выиграл престижнейший Международный конкурс пианистов имени королевы Елизаветы в Брюсселе (1964). Выступление Могилевского было признано сенсацией: зал приветствовал его стоя; американский журнал «Тайм» с заметным потрясением писал о том, что за полтора часа до выступления в финале 18-летний Могилевский безмятежно играл в настольный теннис.
Дальнейшая карьера Могилевского развивалась весьма успешно и в значительной степени за рубежом. Его гастроли в США продюсировал Сол Юрок; в 1973 г. Могилевский получил в США премию за лучшую интерпретацию года (Третий концерт для фортепиано с оркестром Рахманинова, оркестр Московской филармонии под управлением Кирилла Кондрашина). Во второй половине 1970-х гг. Могилевский объездил весь мир с оркестром под руководством Евгения Светланова.
С 1992 года Евгений Могилевский — профессор Брюссельской консерватории.
Евгений Гедеонович Могилевский скончался 30 января 2023 года.

## Семья
Внук Леонида Яковлевича Могилевского (1886—1950), профессора Одесской консерватории по классу трубы. Внучатый племянник скрипача Александра Могилевского и виолончелиста Давида Могилевского. Отец пианистов Максима и Александра Могилевских.